# Federico Méndez
Federico Méndez, (Mendoza, 2 de agosto de 1972) es un exjugador argentino de rugby que se desempeñó como Hooker.
Méndez debutó en Argentina jugando para el Mendoza RC. Tuvo la oportunidad de jugar profesionalmente en varios países como Inglaterra, Francia y Sudáfrica. Con la Selección de rugby de Argentina, disputó 74 partidos incluyendo los de la Copa Mundial de Rugby donde representó a Argentina en tres oportunidades (1991, 1995, 2003). Se perdió la (Copa Mundial de Rugby de 1999 por una lesión.
El entrenador argentino Marcelo Loffreda lo elogió al momento de su retirada, destacando su rendimiento en la posición de pilar. 

"Fede es, salvando las distancias, como Maradona. Vos crees que ya no puede más, pero el tipo siempre te sorprende..."
Marcelo Loffreda antes del partido con British & Irish Lions

## Participaciones en Copas del Mundo
| Mundial                       | Sede       | Resultado    | PJ | Tries |
| ----------------------------- | ---------- | ------------ | -- | ----- |
| Copa Mundial de Rugby de 1991 | Inglaterra | Primera fase | 3  | 0     |
| Copa Mundial de Rugby de 1995 | Sudáfrica  | Primera fase | 3  | 0     |
| Copa Mundial de Rugby de 2003 | Australia  | Primera fase | 4  | 1     |